# The World (Toriyama)
Pour les articles homonymes, voir The World.
The World est le nom donné à la planète Terre dans l'univers d'Akira Toriyama. C'est le principal lieu où se déroule l'action de plusieurs mangas (et des animes) d'Akira Toriyama : Dragon Ball, Dr Slump, Sand Land et Neko Majin. Les fans de Dragon Ball le nomment Dragon World.

## Description
Cette planète est grossièrement semblable à la véritable Terre, mais elle présente de nombreuses différences. Les habitants ont une apparence humaine ou animale anthropomorphique (néanmoins des animaux tels qu'ils existent réellement sont aussi présents), et dans lequel la science a permis de concevoir des capsules permettant de réduire la taille des choses et de les remettre à leur taille réelle après les avoir transportées.

### Lieux
La galaxie et plus particulièrement la Terre (mais dans des pays ou villages imaginaires) et l'espace (Lune et planètes imaginaires où l'air est respirable).
- Lieux récurrents dans Dragon Ball :
  - tour Karin : pilier gigantesque au sommet duquel se trouve l’habitation d’un chat ermite nommé Karin. C’est également l’entrée « normale » du palais du Dieu de la planète ;
  - Capital City : la capitale du monde de Dragon Ball ;
  - Satan City : ville près de laquelle a eu lieu une bataille contre Cell ;
  - Île Papaye : île du tournoi des arts martiaux ;
  - Kamé House : L'île de Kamé Sennin ;
  - Planètes Namek et Vegeta.
- Dans Dr Slump :
  - Village Pingouin : où habitent Senbeï Norimaki et Aralé Norimaki.

### Architecture futuriste et technologie avancée
S'il fallait situer chronologiquement l'histoire de Dragon Ball et des autres mangas sur le calendrier réel, celle-ci devrait probablement se situer vers le milieu du IIIe millénaire.
D'une part, l'architecture des villes est caractérisée par un design futuriste (constructions blanches et aux formes arrondies, bâtiments aériens à forme ovoïde ou sphérique, tenus par des fondations cylindriques), et d'autre part, la technologie utilisée est très développée : voitures volantes, robots, avions monoplaces, et divers véhicules empruntés à l'univers de la science-fiction. Par ailleurs, il existe des Hop-pop Capsules qui servent à miniaturiser les objets de la vie quotidienne et permettent par exemple de déplacer sa maison ou d'emporter des objets encombrants avec eux. En revanche, la technologie militaire des humains ressemble à s'y méprendre à celle des forces armées de la fin du XXe siècle dans le monde.
Le monde est divisé en quarante-trois secteurs, chacun étant dirigé par un chef, et l'ensemble est gouverné par un roi (un chien humanoïde) qui siège à Capital City.

### Une population très variée
Des dinosaures, d'autres créatures éteintes dans le monde réel, ou même des animaux imaginaires (monstres) sont présents. Par ailleurs, de nombreux animaux anthropomorphes font partie intégrante de la population, ainsi que de nombreux personnages à forme quasi-humaine (comme Ten Shin Han, qui possède un troisième œil frontal ou Krilin qui n'a pas de nez, etc.).

#### Terriens normaux
Parmi ceux-ci, un homme qui se prétend le plus fort du monde (Suppaman dans Dr Slump, Mr Satan dans Dragon Ball, Maruyama dans Cowa, …) et qui dans les faits est lâche envers les plus forts que lui et ne recherche que la reconnaissance et la gloire.

#### Héros
Innocent et campagnard mais disposant d'une force considérable qui ne fera que croître.
- Amis du héros : un semblable (même origine, tribu, planète, …) converti par le héros au bon côté (Obotchoman, Vegeta, Apone, Isaza, Rao). Un faux méchant humain qui s'avère lui aussi bon (Taro, Yamcha, Ten Shin Han, Chaozu, Sheef) une fille à sauver parfois (Bulma, Haya) au départ de la quête.

#### Ennemis
Généralités : de nombreuses organisations criminelles ou para-militaires (yakuzas, armée du Red Ribon dans Dragon Ball, etc.) terriennes ou extraterrestres, sont présentes dans The World, avec comme objectif de dominer le monde et l'univers. À chaque fois, le héros mettra en échec leur plan selon le schéma suivant :
1. première confrontation, le héros met en déroute une avant-garde de l'organisation ;
2. l'organisation gérée par un être peu puissant (Dr Mashirito, roi Pilaf, général Red, Babidi, …) réagit soit en faisant appel à un spécialiste en arts martiaux (le ninja Murasaki et Tao Pai Pai pour le Red Ribon, le démon Piccolo pour le Roi Pilaf, …) soit en faisant appel à un savoir-faire technique (création de robots pilotés par des humains pour le roi Pilaf et l'armée du Red Ribon, création d'androïdes (voir section Frankenstein)) ou savoir-faire magique (Boo, …) ;
3. le héros affronte ces renforts de puissance et parvient à détruire tout ou une partie de l'organisation.

#### Créatures étranges
Elles peuvent être bonnes ou mauvaises :
- androïdes : Aralé Norimaki, C-16, Obotchoman, ou bien le sergent Metallic (qui apparaît dans la Muscle Tower dans Dragon Ball) ;
- cyborg : Dr Mashirito, C-15, C-17, C-18 et le Dr Gero, … doivent leurs situations actuelles au héros ;
- extraterrestres : Namek, Saiyan, Nichochan ;
- démons divers et variés : vampire, sorcière, Satan, fantôme, … bons ou mauvais ;
- animaux : normaux, anthropomorphes (nombreux) ou capables de se transformer en différentes choses pour un court instant (Puerh et Oolong dans Dragon Ball, le renard et le raton laveur dans Dr Slump). Ces créatures présentes dans Dragon Ball, disparaissent de la suite de la série (hors Puerh et Oolong, amis du héros).

### Autres détails
Bien que les grandes villes illustrent une civilisation relativement avancée, d'autres parties du monde sont beaucoup moins développées, voire totalement sauvages. Ainsi, le village de Nam, situé dans une zone aride, fait clairement penser aux régions sous-développées d'une partie de l'Afrique, notamment avec les problèmes de cours d'eau à sec, et lors de leurs nombreux entraînements, les héros ont généralement à leur disposition de vastes étendues inhabitées, en particulier des archipels ou des plaines rocailleuses.
Les lieux décrits dans Dragon Ball sont fortement influencés par la culture asiatique, et de nombreuses coutumes orientales peuvent être observées. Par exemple, Son Goku porte un costume de combattant chinois et Son Gohan portait, quand il était petit, un chapeau et un costume de la dynastie Qing. Quant à la cuisine, il s'agit la plupart du temps de cuisine asiatique.
L'argent utilisé s’appelle le zéni, et n'a cours que sur le monde en question, nullement ailleurs sur d'autres planètes. Assez peu représentée dans la première partie du manga (Nam souhaite sortir victorieux du tournoi des arts martiaux afin d'acheter de l'eau pour son village, Kamé Sennin qui remporte finalement ce tournoi et qui verra ses cinq cent mille zénis partir pour une note de restaurant, ou encore Bulma qui estime à plusieurs millions de zénis un diamant qu'elle a trouvé) la monnaie sera bien moins ancrée dans la seconde partie de l'histoire, une fois Son Goku devenu adulte.